# Hit Mania Dance Estate 2004
Hit Mania Dance Estate 2004 è una compilation di artisti vari facente parte della serie Hit Mania.
La compilation è mixata dal Dj Mauro Miclini.

## Tracce
1. Paps'n'Skar – Mirage – 2:48
2. Prezioso feat. Marvin – Le Louvre – 3:39
3. Haiducii – Mne's Toboy Horosho (Nara Nara Na Na) – 3:45
4. Brothers – Dieci Cento Mille – 3:18
5. Saverio & Lele – Nando Discoteca (Prezioso & Marvin RMX) – 3:22
6. Whigfield – Was A Time – 3:33
7. Danzel – Pump it up! – 3:01
8. Moonlight Vs.Azoto – San Salvador – 3:14
9. Mastro G – Balla (feat. Fred Kannone) – 3:07
10. Ice MC – It’s A Miracle (Bring That Beat Back) – 3:41
11. Florida Inc. – F**k It (I Don’t Want You Back) – 2:34
12. Antoine Clamaran – Feel it (feat. Lulu Hughes) – 3:44
13. Luka – To nem ai – 2:18
14. Mousse T. – Is It 'Cos I'm Cool? (feat. Emma Lanford) – 3:48
15. Eclipse – For Your Love – 2:58
16. Gigi & Molly – Soleado – 3:23
17. ♠ – Tell Me (feat. M.Molella/N.Pefors/C.Larcini) – 3:28
18. Baby H – Mere Naseeb Mein – 3:22
19. Magnifico & Turbolenza – Hir Aj Kam Hir Aj Go – 2:49
20. Layla – Me Vuelve Loca – 2:57
21. Savan – All To The Dance – 2:10
22. Frankee – F U Right Back (F.U.R.B.) – 3:15
23. TJ Net – Hit Tring (feat. TJ People) (Bonus Track) – 2:50